# When Sun Comes Out
When Sun Comes Out ist ein Jazzalbum von Sun Ra and His Myth Science Arkestra. Die Ende 1962 und Anfang 1963 in New York City entstandenen Aufnahmen erschienen 1963 auf El Saturn Records. Gekoppelt mit Fate in a Pleasant Mood wurde das Album 1993 bei Evidence Records als Compact Disc herausgebracht. 2014 wurden die Aufnahmen in erweiterter Form bei Cosmic Myth Music/Enterplanetary Koncepts wiederveröffentlicht. When Sun Comes Out ist eine der ersten Aufnahmen, die entstanden waren, nachdem das Arkestra Ende 1961 nach New York City umgezogen war.

## Hintergrund
Mit When Sun Comes Out begann der Bandleader Sun Ra eine Reihe von Alben zu veröffentlichen, die im New Yorker Probenraum „Choreographers’ Workshop“ in Manhattan auf der 51st Street aufgenommen worden waren wie Secrets of the Sun, Art Forms of Dimensions Tomorrow, When Angels Speak of Love, Bad and Beautiful und Other Planes of There. Parallel dazu erschien nun auf Ras Saturn-Label älteres Material aus der frühen Phase des Arkestra in Chicago, darunter Fate in a Pleasant Mood, Visits Planet Earth, Interstellar Low Ways, Angels and Demons at Play und We Travel the Spaceways.
Die Aufnahmen zu dem Album entstanden 1962 und 1963 in New York City, nach den Aufnahmen zu The Futuristic Sounds of Sun Ra (das in Newark für Savoy Records eingespielt wurde) und zur Zeit der Entstehungne von Bad and Beautiful und dem Folgealbum Secrets of the Sun. Der Standortwechsel von Chicago nach New York markierte auch eine Veränderung des Gesamtklangs des Arkestra, notierte Sean Westergaard. In der Zeit in New York konzentrierte sich Ra viel mehr auf Percussion-Kulissen als auf Bläserarrangements (praktisch jeder seiner Musiker spielte auf dem Album zusätzlich Perkussion), und alles, von der Perkussion über die Bläsersoli bis hin zu Ras Klavierspiel, nahm eine aggressivere Haltung ein.
Das Album war auch die Vorläufer-Session zu den tagelangen Proben im Composers’ Workshop. Die Band nutzte in den folgenden Jahren den Raum häufig, und Schlagzeuger Tommy „Bugs“ Hunter wurde angeworben, um häufiger aufzunehmen als mit der Band zu trommeln. Ein regelmäßig nutzbarer Proberaum und die Möglichkeit, die Arkestra-Proben aufzuzeichnen, halfen sicherlich dabei, Sun Ra auf diesen experimentelleren Weg zu führen, so Westergaard.

## Titelliste
- Sun Ra and His Myth Science Arkestra: When Sun Comes Out (El Saturn Records 2066)[5]

A1 Circe

A2 The Nile

A3 Brazilian Sun

A4 We Travel the Spaceways

B1 Calling Planet Earth

B2 Dancing Shadows

B3 The Rain-Maker

B4 When Sun Comes Out

- The Sun Ra Arkestra – When Sun Comes Out (Cosmic Myth Music/Enterplanetary Koncepts – Saturn 402)

1. Circe (Complete Version) 4:02
2. The Nile, Pt. 1 4:58
3. The Nile, Pt. 2 [zuvor unveröffentlicht] 5:46
4. Brazilian Sun 3:56
5. We Travel the Spaceways 3:26
6. Calling Planet Earth (Stereo) 5:36
7. Dancing Shadows (Stereo) 6:02
8. The Rainmaker (Stereo) 4:39
9. When Sun Comes Out (Stereo) 5:02
10. Dimensions of Time (a.k.a. Primitive) [zuvor unveröffentlicht] 6:18

Die Kompositionen stammen von Sun Ra.

## Einzelheiten der Besetzung
Laut Tom Lord wurde das Original-Album und das in der Cosmic Myth Music Edition enthaltene zusätzlicher Material zwischen Ende 1962 und Anfang 2063 in acht Aufnahmesessions in diesen Besetzungen eingespielt:
- Circe [The enchantress]

Sun Ra (perc), Thomas „Bugs“ Hunter (gong), Pat Patrick (bongo), wahrscheinlich Marshall Allen (Glocken), Theda Barbara (voc)
- The Nile (part 1), The Nile (part 2), Brazilian Sun

Marshall Allen (fl, perc), Sun Ra (p), Ronnie Boykins (b), Clifford Jarvis (dr, perc), John Gilmore (perc), Pat Patrick (bongo), Thomas „Bugs“ Hunter (perc)
- We Travel the Spaceways

Teddy Nance, Bernard Pettaway (trb), Marshall Allen (as, voc), John Gilmore (ts, voc), Sun Ra (p, el-celeste), Ronnie Boykins (b, voc), wahrscheinlich Pat Patrick (dr)
- Calling Planet Earth

Marshall Allen, Danny Davis (as, voc), Pat Patrick (bar, voc), Sun Ra (p), Ronnie Boykins (b, voc), John Gilmore (dr, voc), wahrscheinlich Lex Humphries (dr) Thomas „Bugs“ Hunter (reverb)
- Dancing Shadows

Walter Miller (tp), John Gilmore (ts), Sun Ra (p), Ronnie Boykins (b), Clifford Jarvis (dr)
- The Rainmaker

Walter Miller (tp), Marshall Allen, Danny Davis (as), John Gilmore (ts), Pat Patrick (bar), Sun Ra (p), Ronnie Boykins (b), Clifford Jarvis (dr) wahrscheinlich Thomas „Bugs“ Hunter (bongo)
- When Sun Comes Out

Walter Miller (tp), Marshall Allen, Danny Davis (as), Sun Ra (p), Ronnie Boykins (kb), Lex Humphries (dr), John Gilmore (perc), Pat Patrick (bongo), Thomas „Bugs“ Hunter (perc)
- Dimensions in Time (into), Primitive, Dimension in Time [Primitive], The conversion of J.P. (rec. New York, 1963)

John Gilmore (bcl, perc) Marshall Allen (fl-2), Sun Ra (p-2), möglicherweise Minerva Colon (Kuhglocken-1), möglicherweise Pat Patrick (cga, perc), möglicherweise Thomas „Bugs“ Hunter (perc), N.N. (cga)

## Rezeption
Sean Westergaard verlieh dem Album in Allmusic vier Sterne und schrieb, John Gilmores Solo auf „Calling Planet Earth“ werfe das [bisher geltende] Bop-Regelbuch aus dem Fenster, und man höre, wie er ein erweitertes Vokabular von Dissonanzen entwickle. Dieser Track veranschauliche die Veränderung von Sound und Fokus von den Chicago-Tagen zu den legendären Sessions im Composers’ Workshop, wo schließlich ein Großteil der Arkestra-Produktion der frühen 1960er-Jahre aufgenommen wurde. When Sun Comes Out sei ein erster Einblick in eine Ära, die in einigen der berühmtesten Aufnahmen des Arkestra gipfeln sollte.
Nach Ansicht von Richard Cook und Brian Morton, die das Album (in der Evidence-Fassung gekoppelt mit Fate in a Pleasant Mood)  in The Penguin Guide to Jazz mit drei Sternen auszeichneten, leiste der junge, erst kurz zuvor zum Arkestra gestoßene Pat Patrick einen soliden Eindruck, doch John Gilmore klinge auf diesem Album abgehetzt und unverbindlich, und es sei wenig von dem Zündenden der früheren (Chicagoer) Band zu erleben, noch weniger von ihrer inspirierten Seltsamkeit. Der Auftritt der Gastvokalistin Theda Barbara in „Circle“ sei ein Vorgeschmack dessen, wie wichtig Sängerinnen wie June Tyson künftig für die Band werden sollten.